# Георги Георгиев (Екогласност)
Вижте пояснителната страница за други личности с името Георги Георгиев.
Георги Димитров Георгиев е български биолог и политик от Политически клуб „Екогласност“, министър на околната среда през 1995 – 1997 година.

## Биография
Георги Георгиев е роден на 15 юли 1946 година в село Княз Симеоново, Търновско. През 1972 година завършва Софийския университет „Климент Охридски“ със специалност биология, след което работи в предприятието „Консервно рибовъдство“ (1972 – 1974) и в ДСО „Рибно стопанство“ (1974 – 1978). В периода 1978 – 1986 година е директор на ДП „Рибовъдство“ във Велико Търново, а след това до 1989 година е специалист по аквакултури в Алжир. През 1990 – 1991 година е експерт по опазване на околната среда към Българската академия на науките.
Георгиев е член на Политически клуб „Екогласност“ и в периода 1995 – 1997 година той е министър на околната среда в правителството на Жан Виденов. След 1997 година до 1999 работи в Мароко.